# Östra Korpilombolo revir
Östra Korpilombolo revir var ett skogsförvaltningsområde inom Övre Norrbottens överjägmästardistrikt, Norrbottens län, som omfattade huvuddelen av Övertorneå socken och större delen av de öster om Kalix älv belägna delarna av Korpilombolo kapellförsamling. Reviret var indelat i fyra bevakningstrakter och omfattade 96 392 hektar allmänna skogar (1920), varav sex kronoparker med en areal av 92 290 hektar.